# HP 엔비
HP 엔비(HP ENVY)는 2009년부터 HP (기업)에서 제조 및 판매하는 소비자 지향의 고급 랩톱, 데스크톱 컴퓨터 및 프린터 라인이다. 원래 HP 파빌리온 라인의 고급 버전으로 시작했지만, 몇 년 후 자체적인 독립 라인이 되었다.

## 역사
HP는 원래 2009년 10월 15일에 두 가지 고성능 모델인 엔비 13과 엔비 15로 이 라인을 출시했다. 이 모델들은 2006년 HP와 VoodooPC가 합병되었을 때 부두 엔비를 대체했다. 그 후 HP는 엔비 14 및 엔비 17 모델을 추가하여 시리즈를 확장했다. 엔비의 주요 경쟁자는 에이서의 아스파이어, 델의 Inspiron 및 XPS, 레노버의 아이디어패드, 삼성의 센스, 도시바의 새틀라이트와 같은 컴퓨터들이었다.
2010년, HP는 엔비 14 및 17 모델만 출시했다.
2012년, HP는 기존의 엔비 13, 14, 15, 17 모델을 단종하고 파빌리온 컴퓨터 라인을 새로운 엔비 라인업으로 재브랜딩했다. 새로운 엔비 라인은 (재브랜딩된 파빌리온) 엔비 노트북 라인과 하이브리드 HP Envy x2로 구성되었다. 재브랜딩된 파빌리온 랩톱은 Beats Audio 브랜드 스피커와 전용 엔비디아 그래픽 프로세서를 계속 사용했다.
2014년에는 명명법이 다시 변경되어 엔비 랩톱은 13, 14, 15, 17 모델을 갖게 되었다. 동시에 HP는 엔비 라벨이 붙은 데스크톱과 프린터도 출시했다.
2024년 5월, HP는 파빌리온 및 스펙터와 같은 여러 브랜드와 함께 엔비 브랜드가 그 해 브랜드 간소화의 일환으로 점진적으로 단종될 것이라고 발표했으며, 새로운 소비자 컴퓨터(단, 오멘 제외)는 옴니북, 옴니스튜디오, 옴니데스크 브랜딩과 함께 옴니(Omni) 브랜딩으로 출시될 예정이었다. 이 브랜드 재편은 2002년 컴팩과의 합병으로 인해 원래 단종되었던 옴니북 브랜드의 HP 복귀를 의미하기도 했다. 새로운 옴니 브랜드는 차세대 AI 기술을 활용하는 컴퓨터로 구성될 예정이었다.

## 노트북 모델
2013년 초 엔비 라인업에는 세 가지 울트라북이 있었다 – 엔비 4 터치스마트, 엔비 4, 엔비 6.

### 최신 모델

#### 엔비 x2

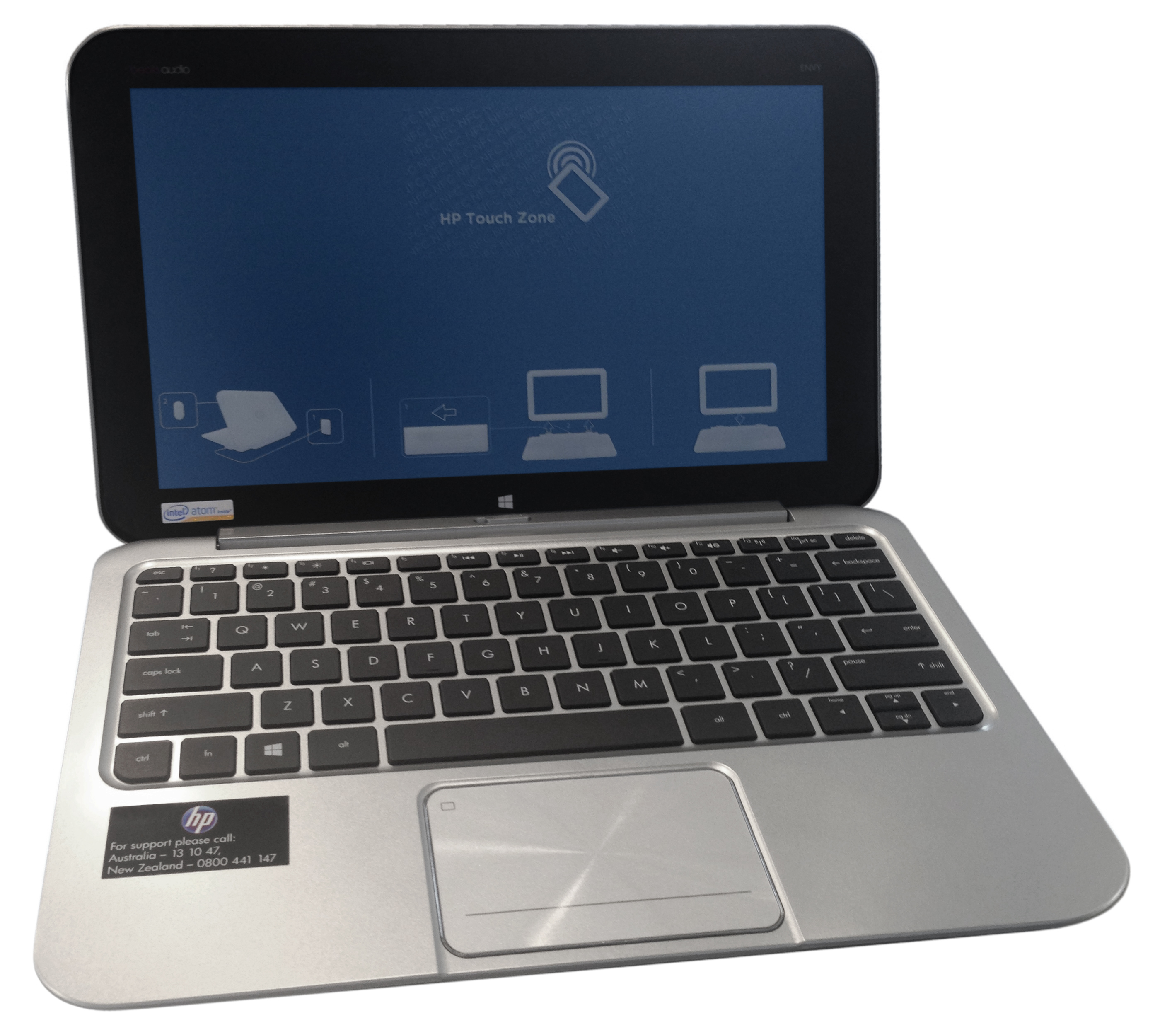
엔비 X2 (2012) 랩톱

HP 엔비 x2는 2세대 2-in-1 PC를 지칭한다.
- 2012년에 출시된 1세대 엔비 x2는 소형 랩톱-태블릿 하이브리드이다. 이 제품은 분리형 11.6인치 화면(해상도 1366 × 768, 액티브 스타일러스 지원)과 두 개의 USB 2.0 포트, 풀 사이즈 HDMI 커넥터, 표준 SD 카드 슬롯이 장착된 키보드 독으로 구성된다.[5] 이 장치는 원래 1.8 GHz 인텔 아톰 Z2760 프로세서에서 Windows 8을 실행했다.[6] Windows 10 Home으로 업그레이드할 수 있지만,[7] 크리에이터스 업데이트의 최신 Windows 기능은 호환성 문제로 Microsoft에서 지원하지 않는다. 그러나 2023년까지는 보안 및 안정성 업데이트를 계속 받을 예정이다.[8]
- 2세대 엔비 x2는 2017년에 발표되었으며, 12.3인치 1920 × 1280 디스플레이, 포함된 액티브 스타일러스, Microsoft의 서피스 프로와 유사한 분리형 키보드 부착 장치가 포함된 Windows 10 기반 하이브리드 태블릿이다.[9] 한 번 충전으로 20시간의 배터리 수명과 4G LTE 네트워크 기능을 자랑하며,[10] 두 가지 프로세서 및 운영 체제 옵션이 있다: ARM 기반 Qualcomm의 Snapdragon 835와 Windows 10 S (및 Windows 10 Pro로 업그레이드 가능), 그리고 7세대 Intel Core i-시리즈 프로세서와 Windows 10 Home.[11] 두 버전 모두 물리적 연결은 단일 USB-C 3.1 포트와 microSD 카드 리더로 제한된다.[12]

#### 엔비 13

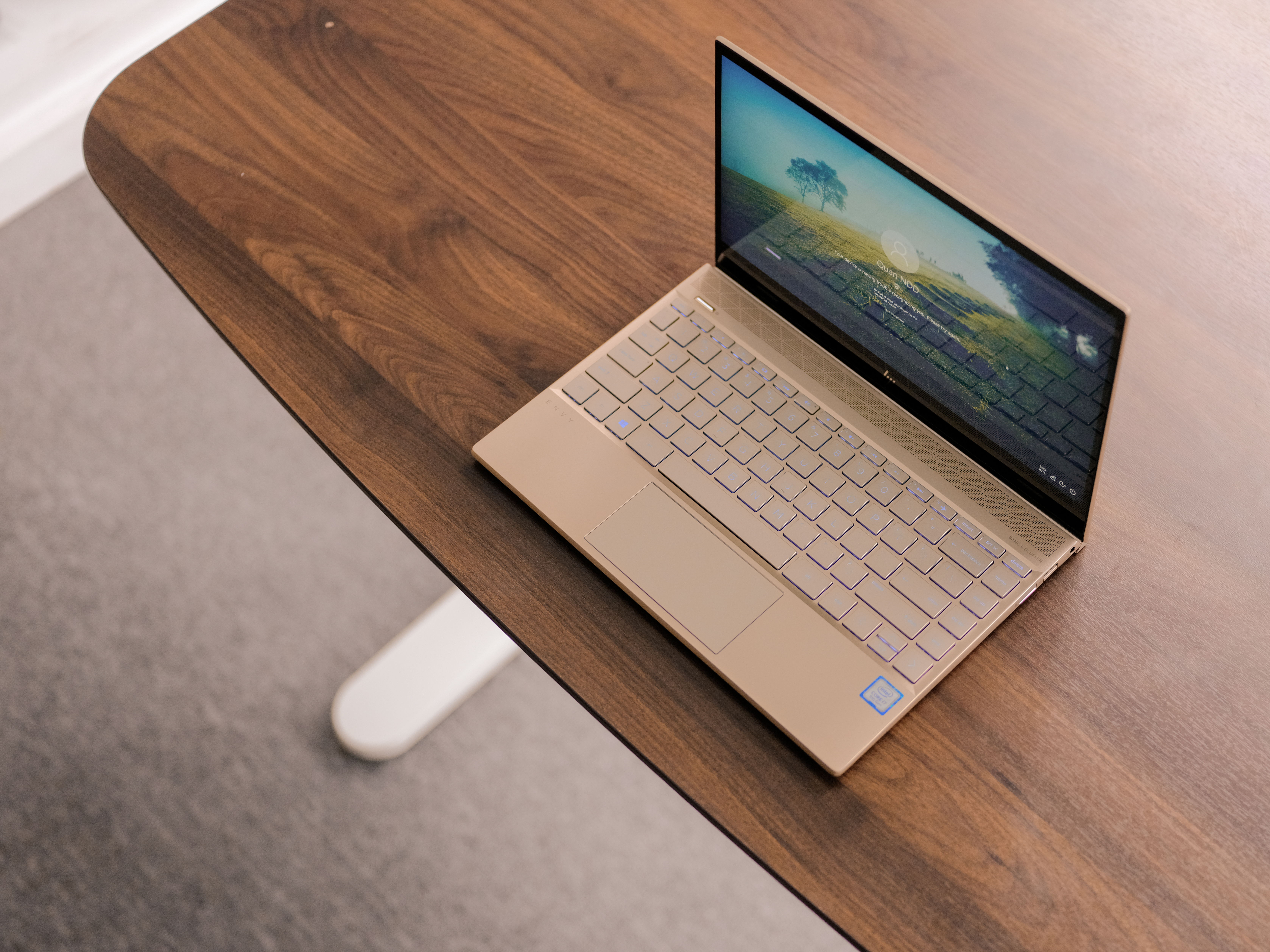
엔비 13 (2018) 랩톱

2009년 엔비 13은 3 GB DDR3 메모리와 보급형 ATI Radeon Mobility 4330 그래픽이 장착된 모바일 1.86 GHz CULV 코어 2 듀오 프로세서를 사용한다. 엔비 13은 13.1인치 HP LED 울트라 브라이트뷰 인피니티 디스플레이(해상도 1366 × 768)를 탑재했다. 업그레이드 옵션으로는 1600 × 900 해상도의 HP 래디언스 인피니티 디스플레이가 있었다.
2017년 모델은 8세대 인텔 코어 i7-8565U 칩, 16GB DDR4 RAM, NVIDIA GeForce MX250 전용 그래픽 카드, 512GB SSD를 사용한다. 또한 알루미늄 섀시를 갖추고 있다.
2020년 모델은 13.3인치 FHD 디스플레이, 10세대 인텔 코어 CPU, 8GB RAM, 512GB SSD를 사용한다. 무게는 1.3kg이며 크기는 307 x 195 x 16.9 mm이다.

#### 엔비 14

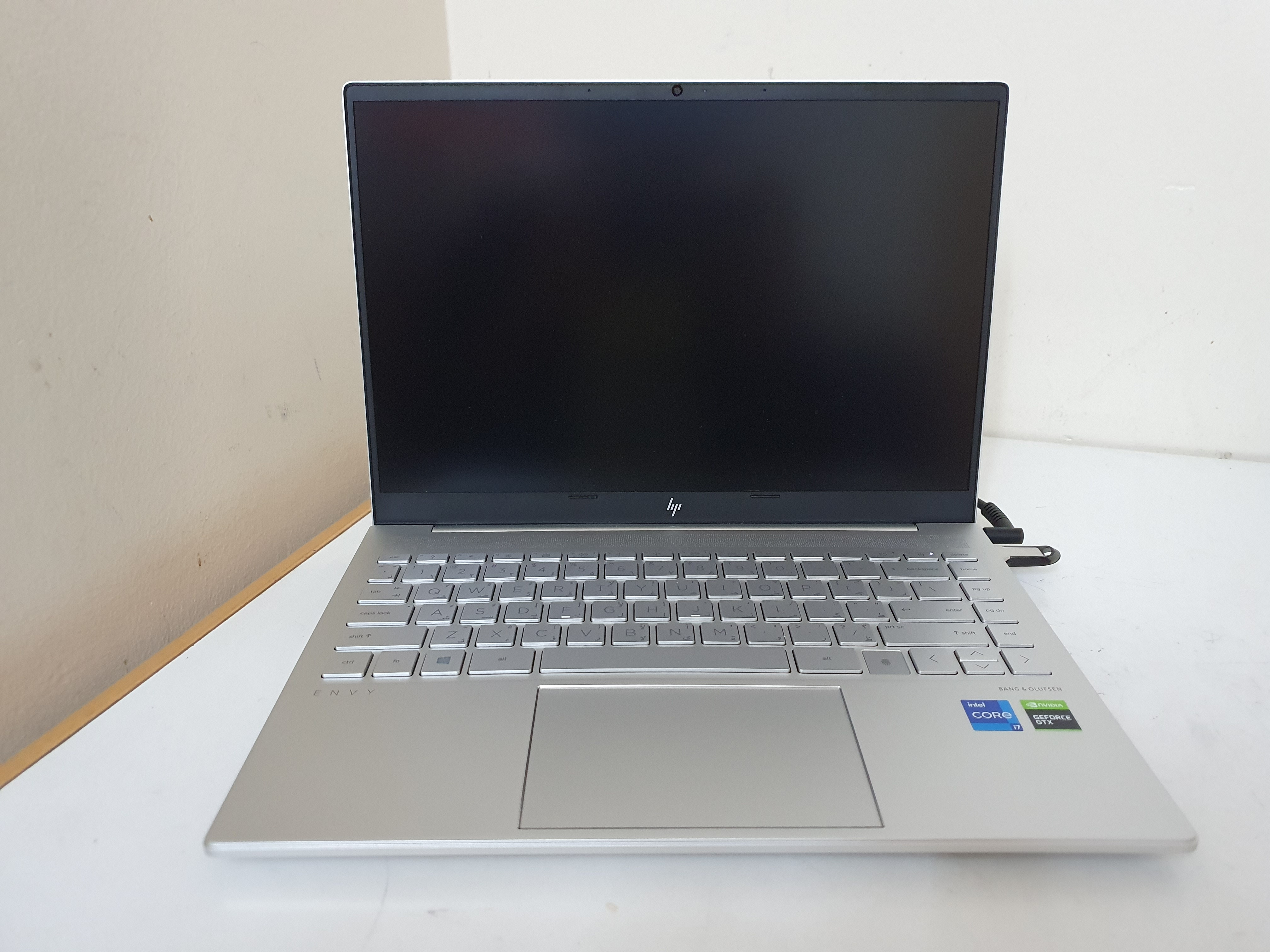
2021년 실버 HP 엔비 14 eb0001nx 랩톱

2010년 엔비 14는 14.5인치 HP 브라이트뷰 인피니티 LED 디스플레이(해상도 1600 × 900)를 탑재했다. 인텔의 코어 시리즈 프로세서와 중급 ATI Radeon Mobility 5650으로 구동된다. 동적 스와핑 GPU는 게임이나 그래픽을 많이 사용하는 프로그램에 유용하다. 14는 8셀 Li-Ion 배터리로 더 긴 배터리 수명을 제공한다. 13 및 15 모델과 달리 엔비 14는 백라이트 키보드, 블루투스가 있는 표준 인텔 Wireless-N 카드 및 슬롯 로딩 DVD±RW 드라이브와 함께 제공된다. 엔비 14는 또한 빨간색 백라이트 키보드가 있는 올 블랙 디자인의 특별 비츠 에디션으로도 제공된다.
2011년 중반, HP는 2세대 엔비 14를 출시했으며, 기본 구성에는 2.4 GHz의 2세대 인텔 코어 i5가 포함되어 있으며 2.3 GHz의 쿼드 코어 i7까지 업그레이드할 수 있다. 표준 구성에는 6 GB DDR3 RAM이 설치되어 있지만 시스템은 최대 16 GB (2슬롯)의 RAM을 처리할 수 있다. 동일한 백라이트 키보드와 8셀 배터리는 모든 랩톱에 기본으로 제공되며, 동일한 8× 슬롯 로딩 DVD-R/RW 드라이브도 함께 제공된다. GPU는 듀얼 인텔 GMA 3000 및 AMD Radeon HD 6630M으로 업그레이드되었지만, 화면 해상도는 보다 보급형인 1366 × 768로 낮아졌다.

#### HP 엔비 x360
| 모델            | 15-eu1000  | 15-ey0000  | 15-ew0000         | 15-es2000         | 15-ey1000  | 15-fh0000  | 15-fe0000         | 15-ew1000         | 15-fe1000            | 16-ac0000            | 16-ad0000  |
| 출시            | 2022       | 2022       | 2022              | 2022              | 2023       | 2023       | 2023              | 2023              | 2024                 | 2024                 | 2024       |
| --------------- | ---------- | ---------- | ----------------- | ----------------- | ---------- | ---------- | ----------------- | ----------------- | -------------------- | -------------------- | ---------- |
| CPU 시리즈      | Ryzen 5000 | Ryzen 5000 | Intel Core 12세대 | Intel Core 12세대 | Ryzen 7000 | Ryzen 7000 | Intel Core 13세대 | Intel Core 13세대 | Intel Core Ultra 100 | Intel Core Ultra 100 | Ryzen 8000 |
| 디스플레이 크기 | 15.6"      | 15.6"      | 15.6"             | 15.6"             | 15.6"      | 15.6"      | 15.6"             | 15.6"             | 15.6"                | 16"                  | 16"        |

HP 엔비 x360은 360도 힌지를 가진 컨버터블 PC이다.
1세대 엔비 x360은 2014년에 15.6인치 IPS 풀 HD 디스플레이, 8GB 메모리, 1TB 저장 공간, 4세대 인텔 코어, 그리고 AMD 라데온 또는 엔비디아 지포스 그래픽을 탑재하여 출시되었다. 다음 해에는 브로드웰 (5세대 인텔 코어) CPU를 사용하는 업데이트 버전이 출시되었다.

2016년에 새로운 엔비 x360 모델이 출시되었는데, 이는 스카이레이크 (6세대 인텔 코어)에서 실행되었다. 2017년 모델은 선택 사양으로 AMD A9, A12, FX 프로세서와 함께 제공되었다. 2018년 모델에는 처음으로 13인치 엔비 x360도 포함되었다. 최신 HP 엔비 x360은 2023년 모델이며, "IMAX Enhanced 인증"도 받았다.

#### 엔비 15
엔비 15는 모바일 Intel Core i7 및 Core i5 프로세서(각각 4개 및 2개 코어)를 사용하며, 4개의 DIMM 슬롯(이 중 2개는 사용자가 접근 가능)에 최대 16 GB의 RAM을 장착할 수 있다. 15는 1 GB 전용 그래픽 메모리를 가진 40 nm ATI Mobility Radeon HD 5830을 사용한다. 15는 1366 × 768 (TN) 또는 1920 × 1080 (IPS) 해상도의 15.6인치 HP LED 디스플레이와 함께 제공된다.
엔비 15의 웹캠은 적외선 센서가 있는 야간 투시경 기능을 갖추고 있다. 엔비 15는 단일 2.5인치 직렬 ATA 드라이브 또는 2개의 1.8인치 SATA 드라이브를 장착할 수 있도록 설계되었으며, 2개의 160 GB 솔리드 스테이트 드라이브 구성도 가능하다. HP 엔비 m6 모델의 새로운 세대인 HP 엔비 m6-1225dx는 2013년 1월에 출시되었다. 이 모델은 2.6 GHz 인텔 코어 i5-3230M 듀얼 코어 프로세서(터보 부스트를 통해 최대 3.2 GHz)와 마이크로소프트 윈도우 8을 탑재했다.
이 랩톱과 함께 판매된 15.6인치 풀 HD "래디언스" 디스플레이 패널은 빨간색이 주황색에 가깝게 표시되는 문제가 있었다. 이에 대해 HP는 MyDisplay라는 소프트웨어 유틸리티를 발행했지만, 일부 사용자들은 이 유틸리티가 하드웨어 기반의 문제를 가리는 것에 불과하다고 말하며 문제를 완전히 해결하지 못하는 것으로 보인다.
2013년 5월부터 HP는 4세대 하스웰 Core i7 프로세서를 탑재한 새로운 HP 엔비 랩톱 라인을 출시했다. 이 랩톱은 2 GB 전용 그래픽 메모리를 가진 엔비디아 GT 740M 그래픽 카드 옵션을 제공한다. HP가 740M에 GK107 또는 GK208 변형을 사용하는지는 공개되지 않았다. 이 랩톱은 또한 하이브리드 1 TB 하드 드라이브도 제공한다.

#### 엔비 17
2010년 엔비 17은 블루레이 옵션과 엔비 14와 유사하게 백라이트 키보드를 탑재했다. 또한 선택 사양으로 1920 × 1080 디스플레이 해상도, 듀얼 하드 디스크 또는 SSD 옵션, 그리고 ATI 5850 GDDR5 그래픽에 의해 지원되는 VGA, Mini DisplayPort 및 HDMI 출력을 통해 3개의 디스플레이에 연결할 수 있는 아이피니티(Eyefinity)를 지원한다.
엔비 17 3D
엔비 17은 엔비 17의 모든 기본 기능과 3D 1920 × 1080 디스플레이 및 HP 3D 안경을 제공한다. 2020년 엔비 17은 10세대 또는 11세대 인텔 코어 CPU와 최대 GeForce MX330 그래픽을 탑재했다.

### 단종된 모델

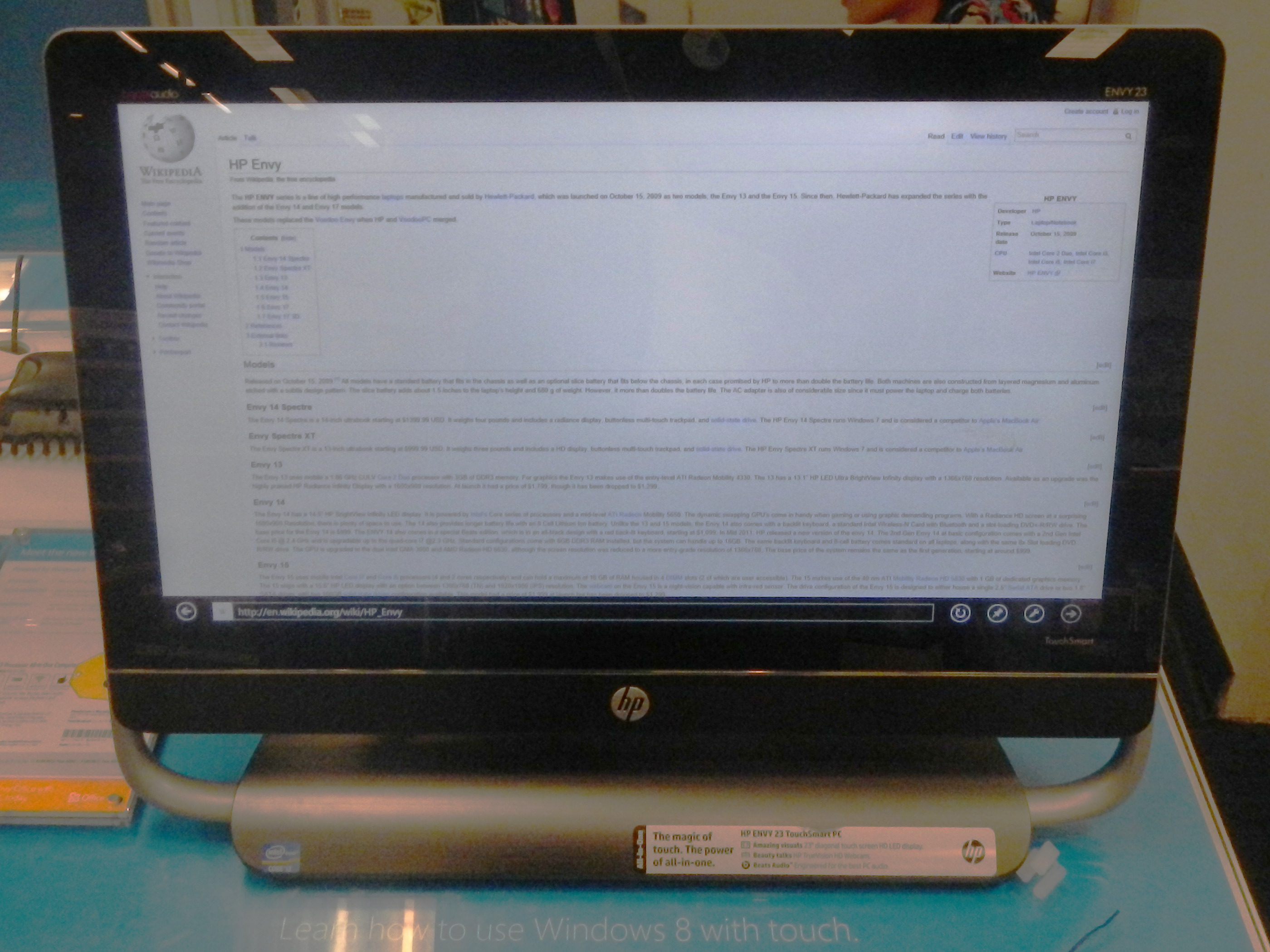
HP 엔비/터치스마트

2012년 10월 현재, 엔비 13, 14, 15, 17은 일시적으로 단종되었다. 이 모델들 중 첫 번째는 원래 2009년 10월 15일에 출시되었다. 모든 모델은 섀시에 맞는 표준 배터리와 섀시 아래에 맞는 옵션 슬라이스 배터리를 가지고 있으며, HP는 이들 모두 배터리 수명을 두 배 이상 늘려줄 것이라고 약속했다. 두 기기 모두 겹겹이 쌓인 마그네슘과 알루미늄으로 제작되었으며 미묘한 디자인 패턴이 새겨져 있다. 슬라이스 배터리는 랩톱 높이를 약 1.5인치 늘리고 질량을 680 g 증가시킨다. 그러나 배터리 수명은 두 배 이상 늘려준다. AC 어댑터도 랩톱에 전원을 공급하고 두 배터리를 모두 충전해야 하므로 상당한 크기이다.

#### 엔비 Dv6
엔비 Dv6은 이전 Pavilion dv6과 유사한 15.6인치 랩톱이며 성공적인 HP 엔비 15의 후속 모델이다. 무게는 약 5 lb (2.3 kg)이고, 대부분 알루미늄 섀시를 사용하며, 1080p 무광 디스플레이, 멀티터치 터치패드 및 최대 1.5 TB HDD를 수용하도록 맞춤 설정할 수 있다. HP 엔비 Dv6는 Windows 8을 실행하며, 최대 엔비디아 GTX 650M 그래픽, 백라이트 키보드 및 Beats 오디오를 갖도록 구성할 수 있다. Dv6에는 두 가지 주요 변형이 있는데, Dv6는 AMD 프로세서를 사용하는 반면 Dv6t는 인텔 코어 i7 모바일 프로세서를 사용한다.
2015년 11월, HP는 새로운 엔비 Dv6을 출시했다. FHD 디스플레이와 1.5 TB HDD를 탑재했다. 새로운 Dv6는 Windows 10과 함께 제공되며, 최대 인텔 코어 i7 프로세서, 엔비디아 GeForce GT900M 그래픽 및 "들어 올려진" 힌지 디자인으로 구성할 수 있다. 또한 B&O Play가 포함되어 있다.

#### 엔비 Dv7

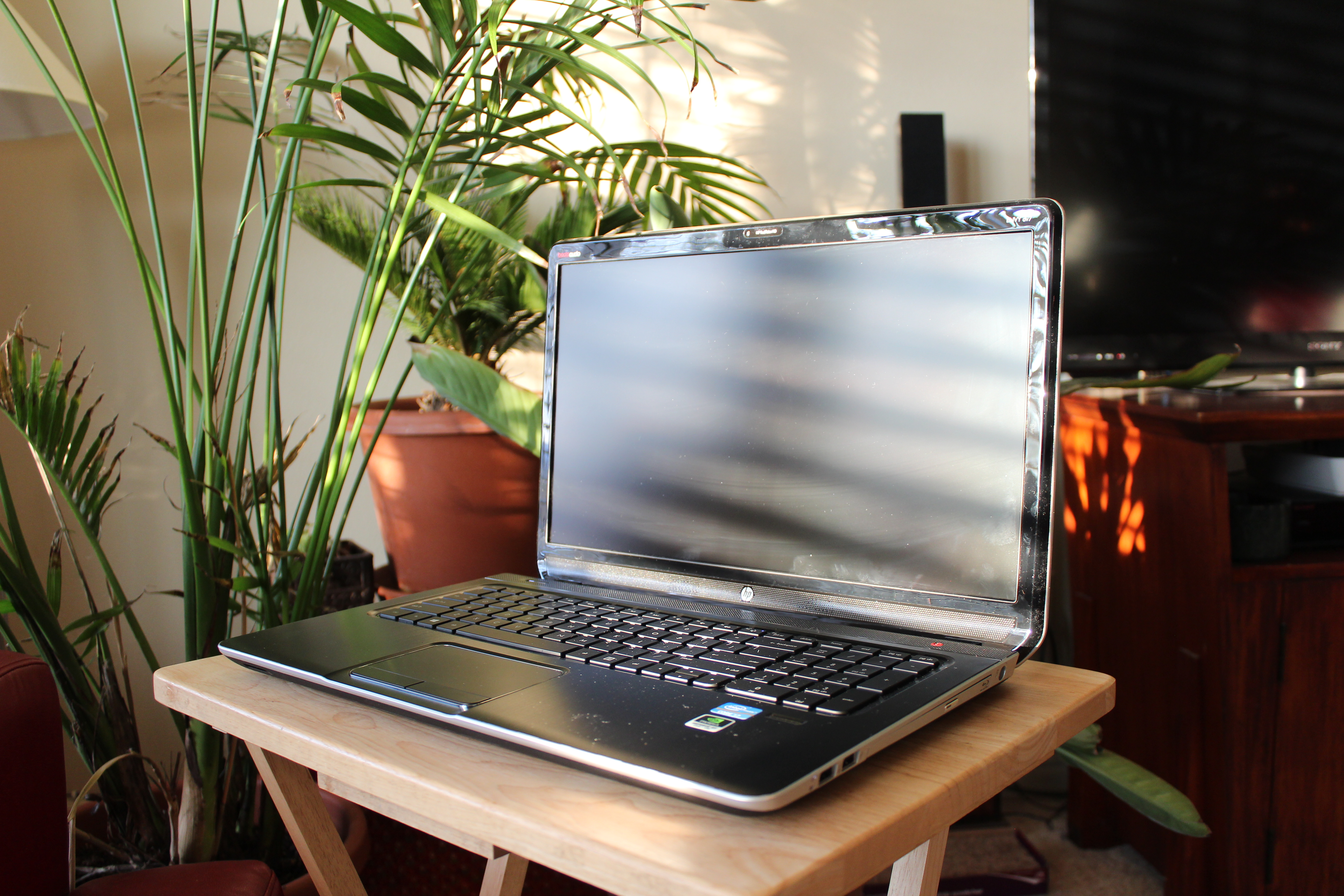
HP 엔비 dv7t-7200

2013년부터 이 시리즈는 이제 엔비 17t로 명명되었다. 인텔 HD 4600 그래픽과 선택 사양인 엔비디아 GT 740M 그래픽 및 블루레이 광학 드라이브가 포함된 인텔 하스웰 (Lynx Point) 프로세서가 제공된다.
엔비 Dv7은 이전 파빌리온 Dv7과 유사한 고급형 17.3인치 랩톱이다. 무게는 약 6 파운드 (2.7 kg)이고, 무광 1920 × 1080 TN LCD 디스플레이를 수용하도록 맞춤 설정할 수 있으며, 멀티터치 터치패드를 갖추고 두 개의 하드 드라이브(각각 최대 1 TB)를 장착할 수 있다. HP 엔비 Dv7은 Windows 8을 실행하며, 성공적인 HP 엔비 17의 후속 모델이다. Dv7은 인텔 코어 i7 모바일 프로세서, 최대 엔비디아 GT 650M 그래픽 및 백라이트 키보드를 갖도록 구성할 수 있다. Dv7은 Beats Audio와 알루미늄 섀시를 갖추고 있다. Dv7에는 두 가지 주요 변형이 있는데, Dv7z는 AMD 프로세서를 사용하는 반면 Dv7t는 더 강력한 인텔 프로세서를 사용한다.

#### 엔비 14 스펙터
엔비 14 스펙터는 14인치 울트라북이다. 무게는 4파운드이며, 래디언스 디스플레이, 고릴라 글라스 화면 및 팜 레스트, 버튼 없는 멀티터치 터치패드, NFC 칩 및 솔리드 스테이트 드라이브를 포함한다. HP 엔비 14 스펙터는 Windows 7을 실행한다. 엔비 14 스펙터는 스펙터 라인이 자체적으로 분리되면서 HP의 2013년 엔비 라인업에서 제외되었다.

#### 엔비 스펙터 XT
엔비 스펙터 XT는 2012년에 출시되었고 HP의 2013년 엔비 라인업에서 제외된 13인치 울트라북이다. 무게는 3 파운드 (1.4 kg)이며, 1366 × 768 디스플레이, 버튼 없는 멀티터치 터치패드, 솔리드 스테이트 드라이브를 포함한다. HP 엔비 스펙터 XT는 Windows 7을 실행한다.
엔비 스펙터 XT 프로
TPM 모듈과 Windows 7 Pro를 갖춘 동일 모델이다.

## 데스크톱 모델
엔비 데스크톱에는 엔비 H8, 엔비 700, 엔비 H9, 엔비 피닉스 800, 엔비 피닉스 860, 엔비 피닉스 H9 등 여러 시리즈가 있었다. 다양한 기능이 개별 모델을 차별화한다. 그 결과, 이들은 주류부터 게이머 지향 모델까지 다양하다.

### 올인원 데스크톱 모델
이 라인에는 엔비 32, 엔비 34 커브드, 엔비 27 올인원 PC가 포함된다.

## 리콜
일부 HP 랩톱에는 결함이 있는 배터리가 장착되어 리콜되었다. 2019년에 HP는 고객들에게 배터리 오작동 여부를 확인하고 해당될 경우 "HP는 고객들에게 잠재적으로 영향을 받는 모든 제품을 다시 확인할 것을 촉구한다"는 문구와 함께 환불을 받도록 권장했다. 리콜 대상 HP 엔비 랩톱은 다음과 같다.
- HP 엔비 m6
- HP 엔비 15

## 프린터
2013년부터 엔비 100, 엔비 110, 엔비 120, 엔비 4500, 엔비 4520, 엔비 5530을 포함한 많은 올인원 프린터가 엔비 브랜드로 생산되었다. 2013년 현재 HP는 엔비 브랜드로 50개 이상의 모델을 유통하며 새로운 프린터를 제공하고 있다.